# Мохалес-Хук (район)
Мохалес-Хук (сесото Mohale's Hoek) — один з 10 районів Лесото. Адміністративний центр — Мохалес-Хук.

## Географія
Район Мохалес-Хук межує на південному-заході з провінцією Фрі-Стейт, ПАР, на північному заході з районом Мафетенг, на півночі з районом Масеру, на північному-сході з районом Таба-Цека, на сході з районом Цгачас-Нек і на південному-сході з районом Цгутінг. Площа району становить 3 530 км².

## Населення
За переписом населення 2010 року в районі Мохалес-Хук мешкало 174 924 особи.

## Адміністративний поділ Мохалес-Хук

### Округи
8 округів
- Глоаглоенг
- Кетане
- Мекалінг
- Мохалес-Хук
- Мфаране
- Какату
- Каласі
- Таунг

### Місцеві ради
9 місцевих рад
- Хоелен'я
- Ліхутлоаненг
- Машаленг
- Муцін'яне
- Нкау
- Памонг
- Кабане
- Кобенг
- Кобонг
- Серото
- Сілое
- Теке
- Цаба Мохеле